# Čang Ťün (politik)
Čang Ťün (čínsky pchin-jinem Zhāng Jūn, znaky zjednodušené 张军; * říjen 1956) je čínský komunistický právník a politik, předseda Nejvyššího lidového soudu (od 2023), předtím generální prokurátor Nejvyšší lidové prokuratury (2018–2023), ministr spravedlnosti (2017–2018) a zástupce tajemníka ústřední komise pro kontrolu disciplíny Komunistické strany Číny (2012–2017). Od roku 2017 je členem ústředního výboru KS Číny.

## Život
Čang Ťün se narodil v říjnu 1956 v okrese Po-sing v provincii Šan-tung. Po střední škole nastoupil roku 1973 do pracovní brigády na venkově v provincii Ťi-lin, jako zástupce vedoucího brigády. Roku 1974 vstoupil do Komunistické strany Číny. Od následujícího roku pracoval v oddělení propagandy městského výboru Komunistického svazu mládeže v Čchang-čchunu. Roku 1978 složil přijímací zkoušky na právnickou fakultu Ťilinské univerzity, po absolvování studia v Ťi-linu postoupil roku 1982 na magisterské studium práv na Čínské lidové univerzitě v Pekingu.
Roku 1985 nastoupil k Nejvyššímu lidovému soudu, kde působil jako úředník trestního oddělení, pracoval ve výzkumném úřadu soudu, poté opět v trestním oddělení, byl úředníkem, pomocníkem soudce, soudcem, vedoucím oddělení Nejvyššího lidového soudu. V letech 1991–1992 byl vyslán na stáž na soud v pekingském obvodu Chaj-ťien jako soudce pro hospodářské trestné činy, v letech 2001–2002 byl vyslán na stáž na pekingský městský lidový soud, na místo jeho výkonného místopředsedy. Současně se koncem roku 2001 stal místopředsedou Nejvyššího lidového soudu.
Roku 2003 byl přeložen na ministerstvo spravedlnosti do funkce náměstka ministra. Roku 2005 se vrátil do úřadu místopředsedy Nejvyššího lidového soudu, současně v letech 2004–2006 absolvoval postgraduální studium v oboru trestního práva na právnické fakultě Wuchanské univerzity. Na XVII. sjezdu KS Číny v říjnu 2007 byl zvolen členem ústřední komise pro kontrolu disciplíny KS Číny (znovuzvolen na XVIII. sjezdu v listopadu 2012). V říjnu 2012 přešel z nejvyššího soudu do stranického aparátu, když funkci místopředsedy nejvyššího soudu vyměnil za funkci zástupce tajemníka ústřední komise pro kontrolu disciplíny. Ve vedení komise zůstal sedm let, do února 2017, kdy byl jmenován ministrem spravedlnosti. Na XIX. sjezdu v říjnu 2017 byl zvolen členem ústředního výboru (znovuzvolen na XX. sjezdu v říjnu 2022). V únoru 2018 byl zvolen poslancem Všečínského shromáždění lidových zástupců a v březnu téhož roku se při sestavování vedení státu pro nové funkční období stal generálním prokurátorem Nejvyšší lidové prokuratury.
V čele Nejvyšší lidové prokuratury zůstal do konce funkčního období v březnu 2023, kdy byl zvolen předsedou Nejvyššího lidového soudu a stal se tak prvním, kdo zastával postupně funkce ministra spravedlnosti, generálního prokurátora Nejvyšší lidové prokuratury a předsedy Nejvyššího lidového soudu.